# Иванов, Виктор Андреевич (инженер)
Виктор Андреевич Иванов (10 ноября 1910 года, Санкт-Петербург — 13 августа 2003 года, Запорожье) — промышленник, специалист в области машиностроения. Директор производственного объединения «Запорожтрансформатор» в 1958—1962 и в 1965—1978 (с 1971 — генеральный директор). Герой Социалистического Труда (1970), лауреат Государственной премии СССР в области науки и техники (1978), Заслуженный машиностроитель УССР.

## Биография
Родился в ноябре 1910 года в рабочей семье в Санкт-Петербурге. Датой рождения указываются 10 ноября, 11 ноября.
Окончил Ленинградский институт инженеров воздушного флота.
В 1929 году начал свою трудовую деятельность на Ижорском заводе в Колпино.
В 1930 году переехал в Запорожье, где устроился на работу токарем на завод № 29. Участвовал в Великой Отечественной войне.
В 1946—1947 участвовал в восстановлении Днепрогэса.
В 1948—1958 — главный инженер Днепрогэса, Запорожского кабельного завода, военный представитель на предприятиях оборонного окмплекса, заместителем главного контролёра на заводе «Моторостроитель», директор Днепровского механического завода (сегодня — «Запорожкран»).
В 1958 году назначен директором Запорожского трансформаторного завода (позднее — производственное объединение «Запорожстрансформатор») и в 1962 году — заместителем председателя Запорожского (Приднепровского) совнархоза.
В 1965 году вновь назначен директором Запорожского трансформаторного завода. Руководил этим предприятием до 1978 года (с 1971 по 1978 год — генеральный директор ПО «Запорожтрансформатор»).
Указом Президиума Верховного Совета СССР от 20 апреля 1971 года за выдающиеся успехи, достигнутые в выполнении заданий пятилетнего плана по развитию электротехнической промышленности, Виктору Андреевичу Иванову присвоено звание Героя Социалистического Труда с вручением ордена Ленина и золотой медали «Серп и Молот».
С 1978 по 2003 год — ведущий инженер отдела главного сварщика ОАО «Запорожтрансформатор».
Скончался 13 августа 2003 года в Запорожье. Похоронен на Осипенковском кладбище (квартал 28А).

## Награды
- медаль «Серп и Молот» (20.04.1971)
- два ордена Ленина (09.09.1961; 20.04.1971)
- медали
- Почётный гражданин Запорожья (1978)
- Золотой знак отличия ПНР